# Lego Star Wars: Die Abenteuer der Freemaker
Lego Star Wars: Die Abenteuer der Freemaker ist eine US-amerikanische, Computeranimationsserie, die im fiktiven Star-Wars-Universum von George Lucas spielt. Die Premiere in den Vereinigten Staaten fand am 20. Juni 2016 auf dem Sender Disney XD statt. Die deutsche Erstausstrahlung erfolgte auf dem deutschen Disney XD am 5. August 2016. Die zwei Staffeln umfassen 26 Episoden, die von 2016 bis 2017 erstausgestrahlt wurden.

## Handlung
Zeitlich spielt Die Abenteuer der Freemaker zwischen den Filmen Star Wars: Episode V – Das Imperium schlägt zurück und Star Wars: Episode VI – Die Rückkehr der Jedi-Ritter, jedoch abseits des Star-Wars-Kanons. Im Fokus der Serie stehen die drei Geschwistern Rowan, Kordi und Zander Freemaker und ihr Kampfdroiden-Begleiter R0-GR, die Teile von zerstörten oder beschädigten Raumschiffen im Weltraum bergen, um aus diesen neue Schiffe zu bauen, die sie anschließend in ihrer Werkstatt verkaufen.
Während der ersten Staffel geraten die Freemaker versehentlich in den Konflikt zwischen dem Galaktischen Imperium und der Rebellenallianz, als Rowan in einer Höhle einen Teil eines Kyberschwertes, ein antikes und sagenumwobenes Artefakt, findet. Unterstützt von der Jedi-Meisterin Naare begibt er sich mit seiner Familie auf eine Reise, um das Geheimnis des Kyberschwertes zu lüften, was sie dazu führt, neue und alte Figuren aus dem Star-Wars-Universum zu treffen.
In der zweiten Staffel treten die Freemaker der Rebellenallianz bei und versuchen, die Arrowhead zu bauen. Ein Schiff mit Kyberkristall-Antrieb, das Rowan in einer Vision sah und das angeblich der Schlüssel zum Sieg über das Imperium ist. Währenddessen werden sie von MO-C, einem Droiden, der vom Imperator gebaut wurde, um Rowan zu fangen, und Darth Vader verfolgt, der auch nach Kyberkristallen sucht, um die neue Kampfstation des Imperiums, den Zweiten Todesstern anzutreiben.

## Synchronisation
Die Serie wurde im Auftrag von Disney XD (Deutschland) ins Deutsche übersetzt.  Das Dialogbuch führt Magdalena Turba und die Dialogregie Christian Press.

### Figuren
| Rollenname                        | Originalsprecher     | Deutscher Sprecher        |
| --------------------------------- | -------------------- | ------------------------- |
| Rowan Freemaker                   | Nicolas Cantu        | Jaro Haggège              |
| Kordi Freemaker                   | Vanessa Lengies      | Leonie Dubuc              |
| Zander Freemaker                  | Eugene Byrd          | Tobias Müller             |
| Baash                             | John DiMaggino       | Peter Sura                |
| Boba Fett                         | Dee Bradley Baker    | Martin Keßler             |
| Darth Vader                       | Matt Sloan           | Ronald Nitschke           |
| Hondo Ohnaka                      | Jim Cummings         | Tobias Lelle              |
| Imperator Palpatine/Darth Sidious | Trevor Devall        | Friedrich Georg Beckhaus  |
| Jek-14                            | Brian Dobson         | Tim Knauer                |
| Lando Calrissian                  | Billy Dee Williams   | Charles Rettinghaus       |
| Lieutenant Valeria                | Yvette Nicole Brown  | Cornelia Waibel           |
| Luke Skywalker                    | Eric Bauza           | Fabian Kluckert           |
| Prinzessin Leia Organa            | Julie Dolan          | Magdalena Turba           |
| R0-GR/ 'Roger'                    | Matthew Wood         | Constantin von Jascheroff |
| Commander Durpin                  | Richard Kind         | Matthias Klages           |
| Han Solo (Videoaufnahme)          | Michael Daingerfield | Sebastian Schulz          |
| Imperialer Colonel                | Matthew Wood         | Patrick Giese             |
| Major Derlin                      | John Ratzenberger    | Frank Schröder            |

## Fortsetzungen
Im Oktober 2018 startete auf Disney XD die Serie All-Stars, die ein Spin-Off zu Die Abenteuer der Freemaker darstellt. Sie wurde von Bill Motz und Bob Roth inszeniert, die zuvor auch an der Ursprungsserie mitwirkten. All-Stars erschien im Miniserien-Format und umfasst acht Episoden, die jeweils einer Länge von etwa 30 Minuten entsprechen.
Die Serie spielt zu unterschiedlichen Zeitpunkten und an verschiedenen Schauplätzen, wodurch sowohl Figuren aus der Original-, als auch aus der Prequel- und Sequel-Trilogie auftreten. Im Zentrum steht auch hier die Familie der Freemaker, die hier durch die Zeitsprünge in verschiedenen Generationen repräsentiert wird. All-Stars wurde nicht um eine zweite Staffel verlängert.

## Auszeichnungen

### Gewonnen
- 2017: Best Sound Design bei den Music + Sound Awards, International in der Category „Best Sound Design: Television Programme“

### Weitere Nominierungen
- 2017
  - Daytime Emmy bei den Daytime Emmy Awards für die Category „Music Direction and Composition“
  - Daytime Emmy bei den Daytime Emmy Awards für die Category „Sound Design - Animation“
- 2018
  - Annie bei den Annie Awards in der Category „Best Music in an Animated Television/Broadcast Production“ für die Folge „Ärger auf Tibalt“
  - Daytime Emmy bei den Daytime Emmy Awards für die Category „Sound Design - Animation“